# أل ليونز
أل ليونز (بالإنجليزية: Al Lyons)‏ هو لاعب كرة قاعدة أمريكي، ولد في 18 يوليو 1918 في سانت جوزيف في الولايات المتحدة، وتوفي في 20 ديسمبر 1965 في إنغليووود في الولايات المتحدة.

## وصلات خارجية
- أل ليونز على موقعبيزبول رفرنس.كوم (الدوري الرئيسي) (الإنجليزية)
- أل ليونز على موقعبيزبول رفرنس.كوم (الدوري الثانوي) (الإنجليزية)